# North Stradbroke Island
North Stradbroke Island (in lingua aborigena: Minjerribah) è un'isola che delimita a sud-est la baia di Moreton. È situata nel mar dei Coralli lungo la costa meridionale del Queensland, in Australia. L'isola si trova a est di Brisbane e appartiene alla Local government area della Città di Redland. Il popolo Quandamooka è il proprietario tradizionale dell'isola. Sull'isola ci sono tre villaggi: Dunwich, Point Lookout e Amity Point. Gli abitanti, al censimento del 2011, erano 117.
Prima del 1896, North Stradbroke Island e South Stradbroke Island erano una sola isola: Stradbroke Island.
In quell'anno una tempesta separò l'isola in due parti, formando il canale Jumpinpin. North Stradbroke Island è la seconda isola di sabbia più grande del mondo; la maggiore è Fraser Island, segue Moreton Island.

## Geografia
North Stradbroke è lunga 38,6 km per 11,2 km di larghezza; ha una superficie di 319 km² e la sua altezza massima è di 219 m (monte Hardgrave). Sull'isola ci sono numerosi laghetti di acqua dolce, i due laghi più grandi sono Brown Lake e Blue Lake. Blue Lake si trova all'interno di un parco nazionale (Blue Lake National Park), compreso ora nel Naree Budjong Djara National Park. North Stradbroke, South Stradbroke e Moreton Island fungono da barriera tra l'insenatura di Moreton Bay e il mar dei Coralli.

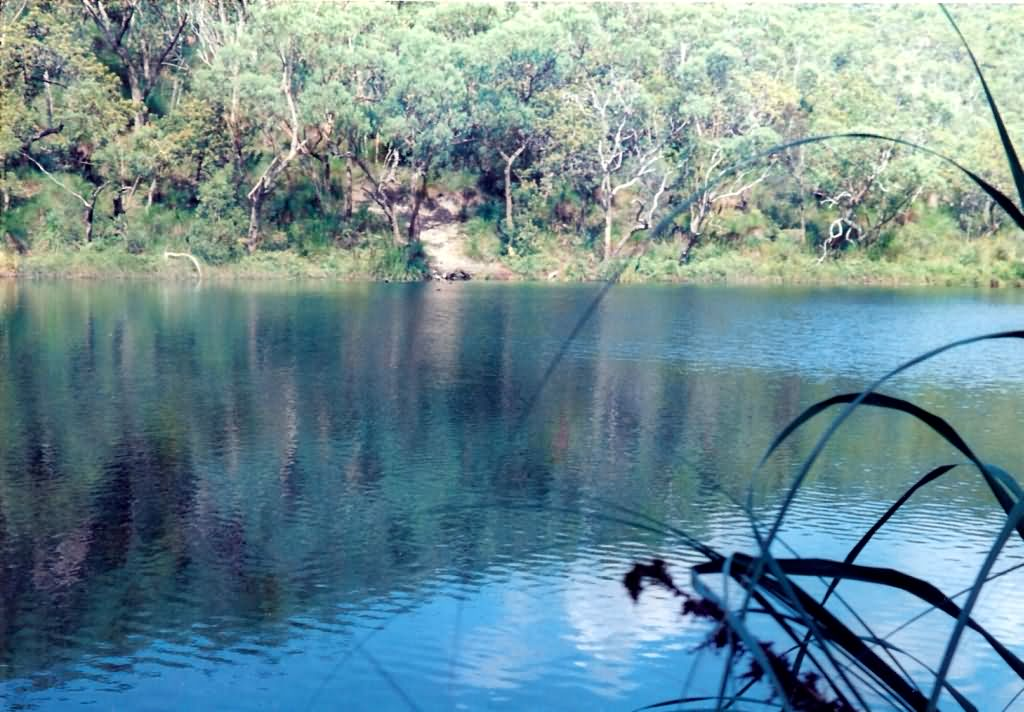
Il Blue Lake

## Storia
Il capitano James Cook fece il primo avvistamento documentato dell'isola nel 1770 e diede il nome a Point Lookout, ma non scese a terra. Il primo contatto storicamente documentato tra europei e aborigeni locali fu nel 1799, quando Matthew Flinders sbarcò alla ricerca di acqua dolce.
Nel 1827, il capitano Henry John Rous, visconte di Dunwich (1795 – 1877), secondo figlio di John Rous, I conte di Stradbroke, era entrato nella baia di Moreton al comando della HMS Rainbow, prima nave da guerra britannica a toccare la zona. Il capitano Rous denominò l'isola in onore del padre; diede il proprio nome all'adiacente canale (Rous Channel), il nome del proprio titolo alla cittadina di Dunwich (27°30′N 153°24′E), e il nome della nave a Rainbow Beach (a sud di Fraser Island).
Tra il 1824 e il 1842 l'isola è stata sede di una colonia penale
.
Nel 1949, iniziarono nell'isola operazioni di estrazione di sabbia e sono ancora in funzione due miniere di cui è stata decisa la chiusura nel 2019.